# بستی اسلام‌آباد
بستی اسلام‌آباد (به انگلیسی: Basti Islamabad) یک شهر در پاکستان است که در پنجاب واقع شده‌است. بستی اسلام‌آباد ۱۵۸ متر بالاتر از سطح دریا واقع شده‌است.